# 胡志平 (二胡演奏家)
胡志平（1963年8月—），男，河南洛阳人，中国二胡演奏家，现任武汉音乐学院院长。

## 生平
1979年毕业于洛阳戏曲学校。1983年取得湖北艺术学院(今武汉音乐学院)民乐系学士学位，后至武汉歌舞剧院任二胡演奏员。
1990年取得武汉音乐学院硕士学位。后留校工作，曾任武汉音乐学院民乐系主任、教务处处长、院招生委员会副主任、学位办主任、武汉音乐学院副院长。

## 头衔
- 中国民族管弦乐学会副会长
- 中国音乐家协会音乐教育委员会副主任
- 中国音乐家协会二胡学会副会长
- 中国音乐家协会刘天华研究会副会长
- 湖北省民族管弦乐学会会长
- 武汉市文联副主席[2]